# Anton Passy
Anton Passy (* 31. März 1788 in Wien; † 11. März 1847 ebenda) war ein österreichischer Redemptorist und Schriftsteller.

## Leben
Anton Passy war der Sohn eines Seidenhändlers. Bereits während seines Studiums machte er die Bekanntschaft des Predigers Klemens Maria Hofbauer und wurde durch diesen beeinflusst. Er trat in die Ordensgemeinschaft der Redemptoristen ein und wurde 1821 zum Priester geweiht.
Als solcher war Passy einige Zeit in der Seelsorge tätig und avancierte mit der Zeit zu einem der beliebtesten Prediger seiner Zeit. Zusammen mit seinem Mentor Hofbauer stand er den Romantikern nahe; wie z. B. Clemens Brentano und Friedrich von Schlegel. In diesen Jahren begann Passy ebenfalls zu veröffentlichen und avancierte bereits nach Kurzem zu einem wichtigen Literaten der katholischen Wiener Romantik.
Einen Großteil seiner Lyrik konnte Passy in der Zeitschrift Ölzweige publizieren. Diese Zeitschrift wurde von seinem Bruder Georg geleitet und galt zwischen 1819 und 1823 als Mittelpunkt katholischen Glaubens in Wien.
Neben seinen Aufsätzen und lyrischen Ergüssen in verschiedenen Zeitungen und Zeitschriften, verfasste Passy auch Andachts- und Gebetbücher und eine Kirchengeschichte.
Er war einer der ersten Redemptoristen in Wien und galt als Vertrauter des heiligen Klemens Maria Hofbauer. Knapp drei Wochen vor seinem 59. Geburtstag starb Anton Passy am 11. März 1847 in Wien.

## Werke
als Autor
- Des Jünglings Glaube, Hoffnung, Liebe. Lebensbilder. Verlag Deichert, Erlangen 1845.
- Kirchengesang und Kirchenmusik. Verlag Stauß & Sommer, Win 1846.
- Kirchenhistorien. Verlag Haslinger, Wien 1846.
- Meisterlosigkeit. Canzione. Herbig, Leipzig 1834
- Orgeltöne. Geistliche Lieder. Bauer, Wien 1830 (vertont durch Ignaz Aßmayer)
- Philosophen der Neuzeit. Ein Gedicht. Verlag Deichert, Erlangen 1846.
- Traumleben, Traumwelt. Volckamer Verlag, Leipzig 1842.
- Trost für Eltern am Grab ihrer Kinder. St. Pölten 1846.
- Zeitspiegel. Novelle. Mechiaristen-Kongregation, Wien 1835.

als Herausgeber
- Alfonso Maria de Liguori: Der vollkommene Christ. Mechiaristen-Kongregation, Wien 1845.
- Joseph Salzbacher: Hymnen und Gebete. Gesungen und gebetet bei dem täglichen Umzuge in der heiligen Grabeskirche zu Jerusalem. Verlag Wimmer, Wien 1842.